# Paratorchus parvulus
Paratorchus parvulus – gatunek chrząszczy z rodziny kusakowatych i podrodziny Osoriinae.
Gatunek ten opisany został w 1982 roku przez H. Pauline McColl jako Paratrochus parvulus. W 1984 roku ta sama autorka zmieniła nazwę rodzaju na Paratorchus, w związku z wcześniejszym użyciem poprzedniej nazwy dla rodzaju mięczaków.
Chrząszcz o walcowatym ciele długości od 2,7 do 3,5 mm, barwy żółtawobrązowej z jaśniejszymi odnóżami i czułkami. Wierzch ciała ma delikatnie punktowany oraz rzadko owłosiony. Długość szczecinek okrywowych jest mniejsza niż odległości między nimi. Owalne oczy buduje pojedyncze, płaskie omatidium. Przedplecze ma od 0,43 do 0,45 mm długości i jest najszersze mniej więcej pośrodku. Pokrywy charakteryzują prawie proste kąty ramieniowe. Odwłok ma wyraźnie widoczne linie łączeń między tergitem a sternitem tylko w przypadku trzeciego segmentu, a dziewiąty tergit niezbyt silnie wydłużony ku tyłowi w dwa spiczaste wyrostki tylne o szerokim rozstawie. Szczeciny czuciowe odwłoka są ciemne, długie i ustawione prawie pod kątem prostym do ciała. U samca ósmy sternit odwłoka pozbawiony jest wgłębień. Narząd kopulacyjny samca ma spiczaste: wyrostek boczny i część rurkowatą. Samicę cechuje owalna spermateka o wymiarach 0,138 × 0,025 mm.
Owad endemiczny dla Nowej Zelandii, znany z północno-zachodniej części Wyspy Południowej. Spotykany jest w ściółce i próchnicy, na wysokości od 140 do 420 m n.p.m.